# 대한민국 형사소송법 제217조
대한민국 형사소송법 제217조는 영장에 의하지 아니하는 강제처분에 대한 형사소송법의 조문이다.

## 조문
제217조(영장에 의하지 아니하는 강제처분) ① 검사 또는 사법경찰관은 제200조의3에 따라 체포된 자가 소유·소지 또는 보관하는 물건에 대하여 긴급히 압수할 필요가 있는 경우에는 체포한 때부터 24시간 이내에 한하여 영장 없이 압수·수색 또는 검증을 할 수 있다.
②검사 또는 사법경찰관은 제1항 또는 제216조제1항제2호에 따라 압수한 물건을 계속 압수할 필요가 있는 경우에는 지체 없이 압수수색영장을 청구하여야 한다. 이 경우 압수수색영장의 청구는 체포한 때부터 48시간 이내에 하여야 한다.
③검사 또는 사법경찰관은 제2항에 따라 청구한 압수수색영장을 발부받지 못한 때에는 압수한 물건을 즉시 반환하여야 한다.

## 판례

### '긴급체포할 수 있는 자'의 의미
현실적으로 '긴급체포된 자'이다

## 참고 문헌
- 신이철. "영장주의 예외인 형사소송법 제217조의 적용요건과 입법적 개선." 법학연구 64.- (2020): 255-284.
- 김호. "형사소송법 제220조의 개정 필요성에 대한 고찰 - 제217조 제1항에 따른 압수·수색을 중심으로 -." 경찰학연구 19.3 (2019): 205-230.
- 박정난. "형사소송법 제217조의 영장 없는 압수수색에 있어서 요급처분 인정 여부." 형사법의 신동향 -.85 (2024): 158-187.
- 신이철. "형사소송법 제217조와 제220조와의 관계." 형사법의 신동향 0.57 (2017): 162-193.

## 같이 보기
- 대한민국 헌법 제12조